# 오노 다케시 (1962년)
오노 다케시(일본어: 小野 剛, 1962년 8월 17일 ~ )는 일본의 축구 감독이다.

## 지도자 경력
일본 국가대표팀(1997년-1998년), 일본 U-20 국가대표팀의 코치를 거쳐, 2002년부터 2006년까지 산프레체 히로시마에서 감독을 맡았다. 2014년 로아소 구마모토의 감독으로 취임하였다.